# Plana del Danubi
La plana del Danubi o plana danubiana (en búlgar: Дунавска равнина, búlgar: Дунавска равнина Dunavska ravnina) constitueix la part septentrional de Bulgària, situada al nord dels Balcans i al sud del Danubi. Limita a l'oest amb el riu Timok i a l'est amb la mar Negra. La plana cobreix una àrea de 31.523 km², i mesura uns 500 km de llargada i 120 km d'amplada.
El relleu de la plana és muntanyenc, amb nombroses valls, altiplans i rius. El clima és d'una temperatura marcadament continental, amb una feble influència del Mar Negre a l'est. Les precipitacions són en mitjana de 450 a 650 mm l'any. Els rius més importants són el Danubi, l'Ìskar, el Yantra, l'Osam, el Vit, el Rusenski Lom, l'Ogosta i el Lom.
Les principals ciutats de la regió són Varna, Russe, Pleven, Dòbritx, Xumen, Veliko Tàrnovo, Vratsa, Vidin, Montana, Lom, Silistra, Targòvixte i Ràzgrad.

## Minerals
A la plana del Danubi hi ha una gran varietat de minerals, com ara:
- Lignit (límit entre Lomski i Mareshki)
- Argila ignífuga (Plevensko)
- Petroli, (Dolen i Goren Dabnik, Pleven; s.Tyulenovo a Shabla)
- Manganès (Obrochishte, Carkva, Ignatievo)
- Coure (Belogradchik)